# Les Super Nanas (série télévisée d'animation, 2016)
Pour les articles homonymes, voir Les Super Nanas.
Les Supers Nanas (1998)
Les Super Nanas (The Powerpuff Girls) est une série d'animation américaine, basée sur la série éponyme créée par Craig McCracken en 1998, et diffusée depuis le 4 avril 2016 sur Cartoon Network.
En France, la série a débuté le 28 avril 2016 sur Cartoon Network, puis à partir du 5 mars 2017 sur Gulli et sur Boing entre janvier 2023 jusqu'à son arrêt de la chaine le 3 avril 2023. 

## Synopsis
Les aventures des Super Nanas se passent principalement dans la ville de Townsville, aux États-Unis. Les trois protagonistes que sont Belle, Bulle et Rebelle sont âgées de sept ans et sont dotées de super-pouvoirs leur permettant d'accomplir leur mission, sauver le monde. L'origine des Super Nanas, provient d'une erreur faite par le Professeur Utonium, un jour, en voulant créer de parfaites petites filles, il mélangeât du sucre, des épices et d’autres ingrédients... mais il a malencontreusement ajouté un agent chimique X, créant ainsi les Super Nanas ! Leurs aventures ne sont pas de tout repos, entre l'école, les combats contre les méchants... mais ensemble, elles arrivent à triompher.

## Distribution
Les trois protagonistes, Belle, Bulle et Rebelle, sont doublées par de nouvelles actrices dans la version anglophone originale .

### Voix originales
- Amanda Leighton : Blossom (Belle)
- Kristen Li : Bubbles (Bulle)
- Natalie Palamides : Buttercup (Rebelle)

### Voix françaises
| - Sauvane Delanoë : Belle - Chantal Macé : Bulle - Olivia Luccioni : Rebelle - Claudia Tagbo : Bliss - Christian Pélissier : Mojo Jojo - Serge Blumental : le professeur Utonium - Michel Prud'homme : M. le Maire - Charlyne Pestel : Princesse Plénozas - Marc Perez : Lui, Toni, voix additionnelles - Catherine Desplaces : Mlle Keane, Sapna Nehru, voix additionnelles - Alexandre Nguyen : Jared, Prince charmant, voix additionnelles - Hervé Grull : Allegro, Benny Benjamin, Junior, Matt Manser, voix additionnelles | - Jean-Claude Donda : Ratus Minus, Mini Man, voix additionnelles - Brigitte Virtudes : Bianca Bikini, voix additionnelles - Pascale Jacquemont : Mlle Bellum - Jean-Pierre Gernez : le narrateur, voix additionnelles - David Krüger : Ace, Steve, voix additionnelles - Camille Donda : Maylyn, voix additionnelles - Claire Baradat : Espoir, Jemmika - Patrice Dozier : Centor, Slim, Silico - Patrick Béthune : Bossman, Eddie, voix additionnelles - Anaïs Delva : Princesse Bluebelle, Chelsea et l'interprète du générique - Dorothée Pousséo : Thrash, voix additionnelles |

## Fiche technique
- Titre français : Les Super Nanas
- Titre original : The Powerpuff Girls
- Genre : super-héros, action, aventure, comédie
- Basé sur : The Powerpuff Girls par Craig McCracken
- Développement : Nick Jennings, Bob Boyle
- Direction : Nick Jennings, Bob Boyle
- Supervision de la direction : Julia "Fitzy" Fitzmaurice, Abe Audish, Skip Jones, James Burks
- Narration : Tom Kenny
- Compositeur(s) : Mike Reagan
- Compositeur(s) de musique thématique : Tacocat
- Thème d'ouverture : Who's Got the Power ? par Tacocat
- Thème de fin : The Powerpuff Girls par Tristan Sedillo et Hannah Watanabe-Rocco
- Production (pour Cartoon Network Studios) : Brian A. Miller et Jennifer Pelphrey
- Production (pour Cartoon Network) : Curtis Lelash et Rob Sorcher
- Production exécutive : Nick Jennings
- Co-production exécutive : Bob Boyle
- Société(s) de production : Cartoon Network Studios
- Société(s) de distribution : Warner Bros. Television Distribution
- Durée : 11 minutes
- Pays :  États-Unis
- Langues : anglais, islandais, allemand
- Date de diffusion : 4 avril 2016

## Épisodes

### Saison 1 (2016)
1. Bataille pour un concert (Escape from Monster Island)
2. Princesse Rebelle (Princess Buttercup)
3. La Soirée pyjama (The Stayover)
4. Trop de câlins (Painbow)
5. Le Sifflet à licorne (Horn, Sweet Horn)
6. L'Eau et le feu (Man Up)
7. La Nouvelle Assistante (Bye Bye, Bellum)
8. Poulpette a disparu (Little Octi Lost)
9. Un nouveau bras droit (Strong Armed)
10. Super mise à jour (Power Up Puff)
11. Le Revers de la couronne (Tiara Trouble)
12. Les Supers mémés (The Wrinklegruff Gals)
13. Un amour d'araignée (Arachno Romance)
14. La Boîte à monstres (Puffdora's Box)
15. Le Concours de science (Blue Ribbon Blues)
16. Meilleure ennemie (Frenemy)
17. Il était une fois à Townsville (Once Upon a Townsville)
18. De l'eau dans le gazon (Man Up 2: Still Man-ing)
19. Spirale virale (Viral Spiral)
20. Sombre Bulle (Bubbles of the Opera)
21. Un jour de malade (Sister Sitter)
22. Une amie trop parfaite (Odd Bubbles Out)
23. Combat électoral (Presidential Punchout)
24. Petite maman Bulle (Cheep Thrills)
25. Smööjhi or not Smööjhi (Fashion Forward)
26. Le Jardin d'Eddie (In the Garden of Good and Eddie)
27. Père et fille (Road Trippin')
28. L'Heure du dodo (The Big Sleep)
29. La Vie Secrète de Belle Super Nana (The Secret Life of Blossom Powerpuff)
30. Info ou Intox (Halt and Catch Silico)
31. La Cocotte secrète (Secret Swapper of Doom)
32. Jour de pluie (Rainy Day)
33. La Nuit de la courge (The Squashening)
34. Rebelle Rockstar (Electric Buttercup)
35. Dans une bulle (Professor Proffed)
36. Le Prix de l'amitié (Poorbucks)
37. Briser la glace (Snow Month)
38. Au-delà de la balançoire (Somewhere Over the Swingset)
39. Sur tous les fronts (People Pleaser)

### Saison 2 (2017-2018)
1. Les Licornes de l'apocalypse (The Last Donnycorn)
2. L'Oiseau vert (Green Wing)
3. 15 minutes de gloire (15 Minutes of Fame)
4. Mission en solo (Splitsville)
5. Mac Pince n'a qu'une pince (Clawdad)
6. Les Six ans de Plénozas (Super Sweet 6)
7. Échange de rôles (A Star Is Blossom)
8. La Folie du mini-golf (Mini Golf Madness)
9. Les Frères requins (Summer Bummer)
10. L'Affaire Robogenta (The Tell Tale Schedulebot)
11. Super-Rebelle (Musclecup)
12. La Journée des parents (Take Your Kids to Dooms Day)
13. Un chien pas comme les autres (The Bubbles-Sitters Club)
14. Rebelle contre les maths (Buttercup vs. Math)
15. Le camp de l'espace (Home, Sweet Homesick)
16. L'Oubliée des souvenirs (Memory Lane of Pain)
17. La Fleur de l'Aranita (Spider Sense)
18. L'Imagination de Bulle (Imagine That)
19. L'Abîme du cauchemar (Phanstasm Chasm)
20. Une dent contre le dentiste (Tooth or Consequences)
21. Amours de singes (Monkey Love)
22. Mariage à Townsville (Bridezilla)
23. Qui est Bliss ? (Power of Four, Part 1)
24. L'Histoire de Bliss (Power of Four, Part 2)
25. Une sœur explosive (Power of Four, Part 3)
26. Sous contrôle (Power of Four, Part 4)
27. L'Union des sœurs (Power of Four, Part 5)
28. Minuit dans le manoir du Maire (Midnight at the Mayor's Mansion)
29. Les Fantômes de Noël (You're a Good Man, Mojo Jojo)
30. Bulle voit double (The Trouble with Bubbles)
31. Le bal du printemps (Never Been Blised)
32. Du sucre, des épices et des poux (Sugar, Spice and Super Lice)
33. Le cube de la mort (The Buttercup Job)
34. Un léger hoquet (A Slight Hiccup)
35. Le kidnapping des doudous (Toy Ploy)
36. La nouvelle derbyttante (Derby Dollies)
37. Bulle a le blues (Bubbles the Blue)
38. Deb O'Nair (Deb O'Nair)
39. Le canon à barbe (Man Up 3: The Good, the Bad, and the Manly)
40. Un ami venu d'ailleurs (The Blossom Files)
41. Survivants (Aliver)

### Saison 3 (2018-2019)
1. Les gardes du corps (Not So Secret Service)
2. Vénération (Worship)
3. Belle, Belle, Belle (Blossom3) (08/11/2018)
4. Le formidable Mojo Jojo (Mojo the Great) (10/11/2018)
5. Battle en chansons (Trouble Clef) (15/11/2018)
6. Premier rendez-vous (Save the Date) (17/11/2018)
7. L’amour ne s'achète pas (Can't Buy Love)
8. L'ours cosmique (Largo)
9. Rebeurelle (Blundercup)
10. Le grand méchant (Ragnarock and Roll)
11. Titre français inconnu (Total Eclipse of the Kart)
12. Le style des fatalballeuses (The Long Skate Home)
13. En quarantaine (Quarantine)
14. Les chiens parasites (In the Doghouse)
15. Salamandre (Salamander)
16. L'univers de Lester : Abraca-désastre (Small World Part 1: Abra-Disaster)
17. L'univers de Lester : L'araignée des glaces (Small World Part 2: Stone Cold Spider)
18. L'univers de Lester : Le labyrinthe (Small World Part 3: Maze Daze)
19. L'univers de Lester : Le cœur du problème (Small World Part 4: Heart to Heartstone)
20. Mauvais sort (Witch's Crew)
21. Le cadeau (The Gift)
22. Daisy (Oh, Daisy!)
23. Crime glacée (Brain Freeze)
24. Titre français inconnu (Lights Out!)
25. Aveuglé par la gloire (Bucketboy!)
26. Le brouillard (The Fog)
27. Le culte de la cuillère (The Spoon)
28. Le chat voleur (Cat Burglar)
29. Titre français inconnu (Hustlecup)
30. Les Bechers Boys (Rebel Rebel)
31. Le royaume du chaos (Our Brand is Chaos)
32. Queue d'aventure (Tagalong)
33. Encéphaloman (BrainLord)
34. Le Buggly (Checkin Out!)
35. La Dramabombe (Drama Bomb)
36. Titre français inconnu (Watch It!)
37. Titre français inconnu (Man Up 4: The Donnyest Games)
38. Titre français inconnu (Sideline Dad)
39. Papa coach (The Oct-Father)

### Crossover spécial (2016)
1. Teen Titans Go vs. Les Super Nanas (TTG vs. PPG)

### Minisodes
1. Qui a le pouvoir ? (Who's Got the Power?)
2. Air Rebelle (Air Buttercup)
3. Tuto Cata (Bubbles' Beauty Blog But On Video)
4. En retard (Run Blossom Run)
5. Ping Pong Extrême (Ping Pong Z)

## Différences avec la série éponyme

### Personnages
- Les Super Nanas ont chacune un élément modifié : les couleurs rose et rouge de la barrette de Belle sont inversées, Bulle a des perles bleues sur ses couettes et Rebelle a une petite mèche.
- Les Super Nanas sont dans une école élémentaire et non à l'école maternelle.
- Les Super Nanas reçoivent des alertes depuis leurs téléphones portables, à la place du téléphone rouge [4]
- Les Super Nanas ont un nouveau pouvoir où elles matérialisent une énergie de leur couleur pouvant prendre une forme; notamment des accessoires pour Belle, des animaux pour Bulle et des armes ou véhicules pour Rebelle [5].
- De nouveaux ennemis tels que Mini-Man, Ratus Minus et les Fashionistas, un duo composé d'une femme et d'un gorille rose [6].
- Les Super Nanas dorment avec des pyjamas à la place des robes de chambre dans la série originale[7].

### Titre
Dans la première série, diffusée en 1998, le titre est écrit Les Supers Nanas ; le titre de la deuxième série est rectifié, super étant un adjectif invariable.

## Médias

### Jeux vidéo
Les Super Nanas font partie des nombreux personnages jouables additionnels dans le jeu Lego Dimensions à acheter en tant que minifigurines séparément. Belle et Bulle sont disponibles ensemble en tant qu'un Pack Équipe tandis que Rebelle est disponible en tant qu'un Pack Héros.